# Résultats par région des élections législatives françaises de 1967
Les élections législatives françaises de 1967 ont lieu les 5 et 12 mars 1967.
Les résultats sont présentés sur cette page par région ou collectivité.

## Résumé
| Région                     | URP | URP | FGDS | FGDS | PCF | PCF | PDM | PDM |
| Région                     | S   | +/- | S    | +/-  | S   | +/- | S   | +/- |
| -------------------------- | --- | --- | ---- | ---- | --- | --- | --- | --- |
| Alsace                     | 13  | 2   | 0    | 0    | 0   | 0   | 0   | 2   |
| Aquitaine                  | 6   | 1   | 14   | 4    | 1   | 0   | 3   | 3   |
| Auvergne                   | 4   | 1   | 6    | 0    | 2   | 0   | 1   | 1   |
| Bourgogne                  | 5   | 3   | 9    | 4    | 1   | 0   | 0   | 1   |
| Bretagne                   | 14  | 0   | 3    | 2    | 0   | 0   | 8   | 2   |
| Centre                     | 11  | 3   | 5    | 0    | 2   | 2   | 2   | 1   |
| Champagne-Ardenne          | 8   | 3   | 3    | 3    | 1   | 1   | 0   | 1   |
| Corse                      | 3   | 2   | 0    | 2    | 0   | 0   | 0   | 0   |
| Franche-Comté              | 5   | 2   | 3    | 2    | 0   | 0   | 1   | 0   |
| Île-de-France              | 49  | 11  | 3    | 1    | 29  | 15  | 2   | 2   |
| Languedoc-Roussillon       | 2   | 1   | 8    | 0    | 5   | 1   | 1   | 2   |
| Limousin                   | 1   | 0   | 6    | 1    | 1   | 1   | 0   | 0   |
| Lorraine                   | 18  | 2   | 0    | 0    | 2   | 2   | 1   | 0   |
| Midi-Pyrénées              | 4   | 1   | 16   | 1    | 0   | 0   | 2   | 0   |
| Nord-Pas-de-Calais         | 10  | 6   | 16   | 2    | 11  | 5   | 0   | 1   |
| Basse-Normandie            | 11  | 1   | 0    | 0    | 0   | 0   | 2   | 1   |
| Haute-Normandie            | 9   | 1   | 1    | 1    | 3   | 2   | 1   | 0   |
| Pays de la Loire           | 21  | 3   | 3    | 1    | 1   | 0   | 1   | 4   |
| Picardie                   | 9   | 1   | 3    | 1    | 2   | 0   | 1   | 0   |
| Poitou-Charentes           | 8   | 1   | 2    | 0    | 0   | 0   | 4   | 1   |
| Provence-Alpes-Côte d'Azur | 3   | 6   | 14   | 2    | 8   | 3   | 3   | 1   |
| Rhône-Alpes                | 20  | 2   | 7    | 4    | 3   | 0   | 9   | 6   |
| Outre-Mer                  | 12  | 6   | 2    | 3    | 1   | 1   | 2   | 3   |
| France                     | 246 | 21  | 124  | 18   | 73  | 33  | 44  | 24  |

| Aller aux résultats d'une région |
| --- |
| Alsace • Aquitaine • Auvergne • Bourgogne • Bretagne • Centre • Champagne-Ardenne • Corse • Franche-Comté • Île-de-France • Languedoc-Roussillon • Limousin • Lorraine • Midi-Pyrénées • Nord-Pas-de-Calais • Basse-Normandie • Haute-Normandie • Pays de la Loire • Picardie • Poitou-Charentes • Provence-Alpes-Côte d'Azur • Rhône-Alpes • Outre-Mer • |

## Alsace
| Parti          | Parti                                           | Premier tour | Premier tour | Second tour | Second tour | Sièges |
| Parti          | Parti                                           | Voix         | %            | Voix        | %           | Sièges |
| -------------- | ----------------------------------------------- | ------------ | ------------ | ----------- | ----------- | ------ |
|                | Union des démocrates pour la Ve République      | 325 353      | 52,66        | 117 750     | 56,79       | 13     |
|                | Modérés                                         | 6 796        | 1,10         |             |             | 0      |
|                | Union des républicains de progrès               | 332 149      | 53,76        | 117 750     | 56,79       | 13     |
|                |                                                 |              |              |             |             |        |
|                | Section française de l'Internationale ouvrière  | 48 855       | 7,91         | 26 150      | 12,61       | 0      |
|                | Fédération de la gauche démocrate et socialiste | 4 762        | 0,77         |             |             | 0      |
|                | Fédération de la gauche démocrate et socialiste | 53 617       | 8,68         | 26 150      | 12,61       | 0      |
|                |                                                 |              |              |             |             |        |
|                | Progrès et démocratie moderne                   | 175 778      | 28,45        | 63 454      | 30,60       | 0      |
|                | Parti communiste français                       | 56 309       | 9,11         |             |             | 0      |
|                |                                                 |              |              |             |             |        |
| Inscrits       | Inscrits                                        | 795 435      | 100,00       | 292 612     | 100,00      | 13     |
| Abstentions    | Abstentions                                     | 154 723      | 19,45        | 73 889      | 25,25       |        |
| Votants        | Votants                                         | 640 712      | 80,55        | 218 723     | 74,75       |        |
| Blancs et nuls | Blancs et nuls                                  | 22 859       | 3,57         | 11 369      | 5,2         |        |
| Exprimés       | Exprimés                                        | 617 853      | 96,43        | 207 354     | 94,8        |        |

## Aquitaine
| Parti          | Parti                                           | Premier tour | Premier tour | Second tour | Second tour | Sièges |
| Parti          | Parti                                           | Voix         | %            | Voix        | %           | Sièges |
| -------------- | ----------------------------------------------- | ------------ | ------------ | ----------- | ----------- | ------ |
|                | Union des démocrates pour la Ve République      | 358 197      | 29,94        | 416 528     | 35,12       | 6      |
|                | Républicains indépendants                       | 38 589       | 3,23         | 38 894      | 3,28        | 0      |
|                | Modérés                                         | 17 251       | 1,44         | Retrait     | Retrait     | 0      |
|                | Divers droite (gaulliste)                       | 4 233        | 0,35         |             |             | 0      |
|                | Union des républicains de progrès               | 418 270      | 34,96        | 455 422     | 38,40       | 6      |
|                |                                                 |              |              |             |             |        |
|                | Section française de l'Internationale ouvrière  | 155 653      | 13,01        | 255 566     | 21,55       | 8      |
|                | Parti radical                                   | 111 858      | 9,35         | 158 833     | 13,39       | 4      |
|                | Convention des institutions républicaines       | 48 396       | 4,05         | 65 731      | 5,54        | 2      |
|                | Fédération de la gauche démocrate et socialiste | 9 090        | 0,76         | Retrait     | Retrait     | 0      |
|                | Fédération de la gauche démocrate et socialiste | 324 997      | 27,17        | 480 130     | 40,49       | 14     |
|                |                                                 |              |              |             |             |        |
|                | Progrès et démocratie moderne                   | 219 676      | 18,36        | 184 829     | 15,59       | 3      |
|                | Parti communiste français                       | 210 619      | 17,61        | 65 545      | 5,53        | 1      |
|                | Extrême droite                                  | 9 929        | 0,83         |             |             | 0      |
|                | Parti socialiste unifié                         | 7 394        | 0,62         | 0           |             |        |
|                | Régionaliste                                    | 5 035        | 0,42         | 0           |             |        |
|                | Parti radical                                   | 381          | 0,03         | 0           |             |        |
|                |                                                 |              |              |             |             |        |
| Inscrits       | Inscrits                                        | 1 503 841    | 100,00       | 1 503 690   | 100,00      | 24     |
| Abstentions    | Abstentions                                     | 283 776      | 18,87        | 285 184     | 18,97       |        |
| Votants        | Votants                                         | 1 220 065    | 81,13        | 1 218 506   | 81,03       |        |
| Blancs et nuls | Blancs et nuls                                  | 23 764       | 1,95         | 32 580      | 2,67        |        |
| Exprimés       | Exprimés                                        | 1 196 301    | 98,05        | 1 185 926   | 97,33       |        |

## Auvergne
| Parti          | Parti                                           | Premier tour | Premier tour | Second tour | Second tour | Sièges |
| Parti          | Parti                                           | Voix         | %            | Voix        | %           | Sièges |
| -------------- | ----------------------------------------------- | ------------ | ------------ | ----------- | ----------- | ------ |
|                | Union des démocrates pour la Ve République      | 113 062      | 18,26        | 118 197     | 22,48       | 2      |
|                | Républicains indépendants                       | 97 735       | 15,78        | 94 752      | 18,02       | 2      |
|                | Modérés                                         | 8 109        | 1,31         |             |             | 0      |
|                | Divers droite (gaulliste)                       | 4 573        | 0,74         | 0           |             |        |
|                | Union des républicains de progrès               | 223 479      | 36,09        | 212 949     | 40,50       | 4      |
|                |                                                 |              |              |             |             |        |
|                | Section française de l'Internationale ouvrière  | 122 802      | 19,83        | 159 385     | 30,31       | 5      |
|                | Parti radical                                   | 24 905       | 4,02         | 35 837      | 6,82        | 1      |
|                | Convention des institutions républicaines       | 17 861       | 2,88         | 12 397      | 2,36        | 0      |
|                | Fédération de la gauche démocrate et socialiste | 11 517       | 1,86         |             |             | 0      |
|                | Fédération de la gauche démocrate et socialiste | 177 085      | 28,60        | 207 619     | 39,49       | 6      |
|                |                                                 |              |              |             |             |        |
|                | Parti communiste français                       | 126 264      | 20,39        | 68 766      | 13,08       | 2      |
|                | Progrès et démocratie moderne                   | 81 045       | 13,09        | 36 429      | 6,93        | 1      |
|                | Socialistes indépendants                        | 6 600        | 1,07         |             |             | 0      |
|                | Divers                                          | 1 780        | 0,29         | 0           |             |        |
|                | Parti socialiste unifié                         | 1 650        | 0,27         | 0           |             |        |
|                | Extrême droite                                  | 1 366        | 0,22         | 0           |             |        |
|                |                                                 |              |              |             |             |        |
| Inscrits       | Inscrits                                        | 805 654      | 100,00       | 691 046     | 100,00      | 13     |
| Abstentions    | Abstentions                                     | 173 665      | 21,56        | 151 730     | 21,96       |        |
| Votants        | Votants                                         | 631 989      | 78,44        | 539 316     | 78,04       |        |
| Blancs et nuls | Blancs et nuls                                  | 12 720       | 2,01         | 13 553      | 2,51        |        |
| Exprimés       | Exprimés                                        | 619 269      | 97,99        | 525 763     | 97,49       |        |

## Bourgogne
| Parti          | Parti                                           | Premier tour | Premier tour | Second tour | Second tour | Sièges |
| Parti          | Parti                                           | Voix         | %            | Voix        | %           | Sièges |
| -------------- | ----------------------------------------------- | ------------ | ------------ | ----------- | ----------- | ------ |
|                | Union des démocrates pour la Ve République      | 160 201      | 23,73        | 180 654     | 30,28       | 4      |
|                | Républicains indépendants                       | 99 789       | 14,78        | 93 797      | 15,72       | 1      |
|                | Modérés                                         | 23 576       | 3,49         |             |             | 0      |
|                | Union des républicains de progrès               | 283 566      | 42,00        | 274 451     | 46,00       | 5      |
|                |                                                 |              |              |             |             |        |
|                | Parti radical                                   | 80 677       | 11,95        | 126 857     | 21,26       | 5      |
|                | Section française de l'Internationale ouvrière  | 76 887       | 11,39        | 83 851      | 14,05       | 3      |
|                | Convention des institutions républicaines       | 52 781       | 7,82         | 45 048      | 7,55        | 1      |
|                | Fédération de la gauche démocrate et socialiste | 210 345      | 31,15        | 255 756     | 42,86       | 9      |
|                |                                                 |              |              |             |             |        |
|                | Parti communiste français                       | 143 996      | 21,33        | 66 483      | 11,14       | 1      |
|                | Progrès et démocratie moderne                   | 35 551       | 5,26         | Retrait     | Retrait     | 0      |
|                | Extrême gauche                                  | 1 775        | 0,26         |             |             | 0      |
|                |                                                 |              |              |             |             |        |
| Inscrits       | Inscrits                                        | 889 946      | 100,00       | 793 817     | 100,00      | 15     |
| Abstentions    | Abstentions                                     | 199 278      | 22,39        | 180 020     | 22,68       |        |
| Votants        | Votants                                         | 690 668      | 77,61        | 613 797     | 77,32       |        |
| Blancs et nuls | Blancs et nuls                                  | 15 435       | 2,23         | 17 107      | 2,79        |        |
| Exprimés       | Exprimés                                        | 675 233      | 97,77        | 596 690     | 97,21       |        |

## Bretagne
| Parti          | Parti                                           | Premier tour | Premier tour | Second tour | Second tour | Sièges |
| Parti          | Parti                                           | Voix         | %            | Voix        | %           | Sièges |
| -------------- | ----------------------------------------------- | ------------ | ------------ | ----------- | ----------- | ------ |
|                | Union des démocrates pour la Ve République      | 417 353      | 33,37        | 325 476     | 38,48       | 10     |
|                | Républicains indépendants                       | 108 336      | 8,66         |             |             | 4      |
|                | Divers droite (gaulliste)                       | 9 242        | 0,74         | 0           |             |        |
|                | Modérés                                         | 5 576        | 0,45         | 0           |             |        |
|                | Union des républicains de progrès               | 540 507      | 43,22        | 325 476     | 38,48       | 14     |
|                |                                                 |              |              |             |             |        |
|                | Section française de l'Internationale ouvrière  | 86 931       | 6,95         | 53 391      | 6,31        | 1      |
|                | Convention des institutions républicaines       | 23 874       | 1,91         | 5 298       | 0,63        | 0      |
|                | Parti radical                                   | 5 165        | 0,41         |             |             | 0      |
|                | Fédération de la gauche démocrate et socialiste | 115 970      | 9,27         | 58 689      | 6,94        | 1      |
|                |                                                 |              |              |             |             |        |
|                | Progrès et démocratie moderne                   | 317 023      | 25,35        | 219 921     | 26,00       | 8      |
|                | Parti communiste français                       | 213 644      | 17,08        | 168 276     | 19,90       | 0      |
|                | Parti socialiste unifié                         | 62 991       | 5,04         | 73 408      | 8,68        | 2      |
|                | Extrême droite                                  | 579          | 0,05         |             |             | 0      |
|                |                                                 |              |              |             |             |        |
| Inscrits       | Inscrits                                        | 1 520 305    | 100,00       | 1 070 337   | 100,00      | 25     |
| Abstentions    | Abstentions                                     | 250 251      | 16,46        | 204 902     | 19,14       |        |
| Votants        | Votants                                         | 1 270 054    | 83,54        | 865 435     | 80,86       |        |
| Blancs et nuls | Blancs et nuls                                  | 19 340       | 1,52         | 19 665      | 2,27        |        |
| Exprimés       | Exprimés                                        | 1 250 714    | 98,48        | 845 770     | 97,73       |        |

## Centre
| Parti          | Parti                                           | Premier tour | Premier tour | Second tour | Second tour | Sièges |
| Parti          | Parti                                           | Voix         | %            | Voix        | %           | Sièges |
| -------------- | ----------------------------------------------- | ------------ | ------------ | ----------- | ----------- | ------ |
|                | Union des démocrates pour la Ve République      | 328 704      | 35,48        | 329 163     | 40,87       | 10     |
|                | Républicains indépendants                       | 42 483       | 4,58         | 18 848      | 2,34        | 1      |
|                | Modérés                                         | 20 605       | 2,22         |             |             | 0      |
|                | Divers droite (gaulliste)                       | 3 119        | 0,34         | 0           |             |        |
|                | Union des républicains de progrès               | 394 911      | 42,62        | 348 011     | 43,21       | 11     |
|                |                                                 |              |              |             |             |        |
|                | Section française de l'Internationale ouvrière  | 84 551       | 9,13         | 128 087     | 15,90       | 3      |
|                | Parti radical                                   | 64 398       | 6,95         | 76 180      | 9,46        | 2      |
|                | Convention des institutions républicaines       | 29 568       | 3,19         | 24 177      | 3,00        | 0      |
|                | Fédération de la gauche démocrate et socialiste | 20 947       | 2,26         |             |             | 0      |
|                | Fédération de la gauche démocrate et socialiste | 199 464      | 21,53        | 228 444     | 28,36       | 5      |
|                |                                                 |              |              |             |             |        |
|                | Parti communiste français                       | 202 662      | 21,87        | 160 970     | 19,99       | 2      |
|                | Progrès et démocratie moderne                   | 111 499      | 12,03        | 68 000      | 8,44        | 2      |
|                | Parti socialiste unifié                         | 7 160        | 0,77         |             |             | 0      |
|                | Extrême droite                                  | 6 693        | 0,72         | 0           |             |        |
|                | Divers                                          | 2 357        | 0,25         | 0           |             |        |
|                | Socialistes indépendants                        | 1 827        | 0,20         | 0           |             |        |
|                |                                                 |              |              |             |             |        |
| Inscrits       | Inscrits                                        | 1 173 347    | 100,00       | 1 043 345   | 100,00      | 20     |
| Abstentions    | Abstentions                                     | 222 783      | 18,99        | 207 137     | 19,85       |        |
| Votants        | Votants                                         | 950 564      | 81,01        | 836 208     | 80,15       |        |
| Blancs et nuls | Blancs et nuls                                  | 23 991       | 2,52         | 30 783      | 3,68        |        |
| Exprimés       | Exprimés                                        | 926 573      | 97,48        | 805 425     | 96,32       |        |

## Champagne-Ardenne
| Parti          | Parti                                           | Premier tour | Premier tour | Second tour | Second tour | Sièges |
| Parti          | Parti                                           | Voix         | %            | Voix        | %           | Sièges |
| -------------- | ----------------------------------------------- | ------------ | ------------ | ----------- | ----------- | ------ |
|                | Union des démocrates pour la Ve République      | 197 359      | 35,88        | 252 187     | 46,18       | 8      |
|                | Républicains indépendants                       | 21 102       | 3,84         | 18 881      | 3,46        | 0      |
|                | Divers droite (gaulliste)                       | 5 475        | 1,00         | Retrait     | Retrait     | 0      |
|                | Union des républicains de progrès               | 223 936      | 40,71        | 271 068     | 49,64       | 8      |
|                |                                                 |              |              |             |             |        |
|                | Section française de l'Internationale ouvrière  | 74 080       | 13,47        | 49 606      | 9,08        | 2      |
|                | Parti radical                                   | 28 717       | 5,22         | 25 672      | 4,70        | 0      |
|                | Fédération de la gauche démocrate et socialiste | 102 797      | 18,69        | 75 278      | 13,79       | 2      |
|                |                                                 |              |              |             |             |        |
|                | Parti communiste français                       | 128 417      | 23,35        | 151 388     | 27,72       | 1      |
|                | Progrès et démocratie moderne                   | 77 853       | 14,15        | 24 353      | 4,46        | 0      |
|                | Parti socialiste unifié                         | 17 071       | 3,10         | 23 976      | 4,39        | 1      |
|                |                                                 |              |              |             |             |        |
| Inscrits       | Inscrits                                        | 701 598      | 100,00       | 701 531     | 100,00      | 12     |
| Abstentions    | Abstentions                                     | 138 531      | 19,75        | 117 841     | 16,8        |        |
| Votants        | Votants                                         | 563 067      | 80,25        | 583 690     | 83,2        |        |
| Blancs et nuls | Blancs et nuls                                  | 12 993       | 2,31         | 37 627      | 6,45        |        |
| Exprimés       | Exprimés                                        | 550 074      | 97,69        | 546 063     | 93,55       |        |

## Corse
| Parti          | Parti                                           | Premier tour | Premier tour | Second tour | Second tour | Sièges |
| Parti          | Parti                                           | Voix         | %            | Voix        | %           | Sièges |
| -------------- | ----------------------------------------------- | ------------ | ------------ | ----------- | ----------- | ------ |
|                | Union des démocrates pour la Ve République      | 53 594       | 46,48        | 18 607      | 50,54       | 3      |
|                | Modérés                                         | 5 076        | 4,40         |             |             | 0      |
|                | Union des républicains de progrès               | 58 670       | 50,88        | 18 607      | 50,54       | 3      |
|                |                                                 |              |              |             |             |        |
|                | Parti radical                                   | 20 476       | 17,76        | 18 213      | 49,46       | 0      |
|                | Section française de l'Internationale ouvrière  | 13 299       | 11,53        |             |             | 0      |
|                | Fédération de la gauche démocrate et socialiste | 33 775       | 29,29        | 18 213      | 49,46       | 0      |
|                |                                                 |              |              |             |             |        |
|                | Parti communiste français                       | 13 910       | 12,06        | Retrait     | Retrait     | 0      |
|                | Progrès et démocratie moderne                   | 5 760        | 5,00         |             |             | 0      |
|                | Mouvement jeune révolution                      | 1 908        | 1,65         | 0           |             |        |
|                | Régionaliste                                    | 1 160        | 1,01         | 0           |             |        |
|                | Divers                                          | 124          | 0,11         | 0           |             |        |
|                |                                                 |              |              |             |             |        |
| Inscrits       | Inscrits                                        | 175 977      | 100,00       | 50 591      | 100,00      | 3      |
| Abstentions    | Abstentions                                     | 59 711       | 33,93        | 13 275      | 26,24       |        |
| Votants        | Votants                                         | 116 266      | 66,07        | 37 316      | 73,76       |        |
| Blancs et nuls | Blancs et nuls                                  | 959          | 0,82         | 496         | 1,33        |        |
| Exprimés       | Exprimés                                        | 115 307      | 99,18        | 36 820      | 98,67       |        |

## Franche-Comté
| Parti          | Parti                                           | Premier tour | Premier tour | Second tour | Second tour | Sièges |
| Parti          | Parti                                           | Voix         | %            | Voix        | %           | Sièges |
| -------------- | ----------------------------------------------- | ------------ | ------------ | ----------- | ----------- | ------ |
|                | Union des démocrates pour la Ve République      | 149 173      | 33,85        | 131 362     | 32,62       | 3      |
|                | Républicains indépendants                       | 45 736       | 10,38        | 51 723      | 12,84       | 2      |
|                | Union des républicains de progrès               | 194 909      | 44,23        | 183 085     | 45,46       | 5      |
|                |                                                 |              |              |             |             |        |
|                | Section française de l'Internationale ouvrière  | 62 841       | 14,26        | 77 152      | 19,16       | 1      |
|                | Convention des institutions républicaines       | 30 305       | 6,88         | 38 793      | 9,63        | 1      |
|                | Parti radical                                   | 24 776       | 5,62         | 32 589      | 8,09        | 1      |
|                | Fédération de la gauche démocrate et socialiste | 117 922      | 26,76        | 148 534     | 36,88       | 3      |
|                |                                                 |              |              |             |             |        |
|                | Parti communiste français                       | 66 336       | 15,05        | 24 035      | 5,97        | 0      |
|                | Progrès et démocratie moderne                   | 58 406       | 13,25        | 47 099      | 11,69       | 1      |
|                | Parti socialiste unifié                         | 2 263        | 0,51         |             |             | 0      |
|                | Extrême droite                                  | 814          | 0,18         | 0           |             |        |
|                |                                                 |              |              |             |             |        |
| Inscrits       | Inscrits                                        | 558 660      | 100,00       | 506 547     | 100,00      | 9      |
| Abstentions    | Abstentions                                     | 106 728      | 19,1         | 95 358      | 18,83       |        |
| Votants        | Votants                                         | 451 932      | 80,9         | 411 189     | 81,17       |        |
| Blancs et nuls | Blancs et nuls                                  | 11 282       | 2,5          | 8 436       | 2,05        |        |
| Exprimés       | Exprimés                                        | 440 650      | 97,5         | 402 753     | 97,95       |        |

## Île-de-France
| Parti          | Parti                                           | Premier tour | Premier tour | Second tour | Second tour | Sièges |
| Parti          | Parti                                           | Voix         | %            | Voix        | %           | Sièges |
| -------------- | ----------------------------------------------- | ------------ | ------------ | ----------- | ----------- | ------ |
|                | Union des démocrates pour la Ve République      | 1 437 847    | 36,08        | 1 599 527   | 46,48       | 44     |
|                | Républicains indépendants                       | 107 026      | 2,69         | 140 076     | 4,07        | 5      |
|                | Modérés                                         | 61 622       | 1,55         |             |             | 0      |
|                | Divers droite (gaulliste)                       | 18 619       | 0,47         | 0           |             |        |
|                | Union des républicains de progrès               | 1 625 114    | 40,77        | 1 739 603   | 50,55       | 49     |
|                |                                                 |              |              |             |             |        |
|                | Section française de l'Internationale ouvrière  | 244 137      | 6,13         | 61 859      | 1,80        | 1      |
|                | Convention des institutions républicaines       | 146 322      | 3,67         | 74 577      | 2,17        | 1      |
|                | Parti radical                                   | 68 567       | 1,72         | 26 740      | 0,78        | 1      |
|                | Fédération de la gauche démocrate et socialiste | 35 318       | 0,89         |             |             | 0      |
|                | Fédération de la gauche démocrate et socialiste | 494 344      | 12,40        | 163 176     | 4,74        | 3      |
|                |                                                 |              |              |             |             |        |
|                | Parti communiste français                       | 1 193 157    | 29,94        | 1 392 813   | 40,47       | 29     |
|                | Progrès et démocratie moderne                   | 503 121      | 12,62        | 131 489     | 3,82        | 2      |
|                | Parti socialiste unifié                         | 121 327      | 3,04         | Retrait     | Retrait     | 0      |
|                | Extrême droite                                  | 43 549       | 1,09         | 14 572      | 0,42        | 0      |
|                | Divers                                          | 2 838        | 0,07         |             |             | 0      |
|                | Extrême gauche                                  | 2 221        | 0,06         | 0           |             |        |
|                |                                                 |              |              |             |             |        |
| Inscrits       | Inscrits                                        | 4 972 102    | 100,00       | 4 585 572   | 100,00      | 83     |
| Abstentions    | Abstentions                                     | 911 768      | 18,34        | 990 149     | 21,59       |        |
| Votants        | Votants                                         | 4 060 334    | 81,66        | 3 595 423   | 78,41       |        |
| Blancs et nuls | Blancs et nuls                                  | 74 663       | 1,84         | 153 770     | 4,28        |        |
| Exprimés       | Exprimés                                        | 3 985 671    | 98,16        | 3 441 653   | 95,72       |        |

## Languedoc-Roussillon
| Parti          | Parti                                           | Premier tour | Premier tour | Second tour | Second tour | Sièges |
| Parti          | Parti                                           | Voix         | %            | Voix        | %           | Sièges |
| -------------- | ----------------------------------------------- | ------------ | ------------ | ----------- | ----------- | ------ |
|                | Section française de l'Internationale ouvrière  | 181 963      | 23,79        | 180 150     | 24,78       | 6      |
|                | Parti radical                                   | 30 554       | 3,99         | 35 980      | 4,95        | 1      |
|                | Convention des institutions républicaines       | 10 301       | 1,35         | 31 125      | 4,28        | 1      |
|                | Fédération de la gauche démocrate et socialiste | 222 818      | 29,13        | 247 255     | 34,01       | 8      |
|                |                                                 |              |              |             |             |        |
|                | Union des démocrates pour la Ve République      | 145 776      | 19,06        | 160 410     | 22,07       | 1      |
|                | Républicains indépendants                       | 48 800       | 6,38         | 54 471      | 7,49        | 1      |
|                | Modérés                                         | 8 154        | 1,07         |             |             | 0      |
|                | Divers droite (gaulliste)                       | 4 245        | 0,56         | 0           |             |        |
|                | Union des républicains de progrès               | 206 975      | 27,06        | 214 881     | 29,56       | 2      |
|                |                                                 |              |              |             |             |        |
|                | Parti communiste français                       | 220 513      | 28,83        | 203 391     | 27,98       | 5      |
|                | Progrès et démocratie moderne                   | 97 849       | 12,79        | 61 382      | 8,44        | 1      |
|                | Extrême droite                                  | 13 433       | 1,76         |             |             | 0      |
|                | Divers                                          | 2 054        | 0,27         | 0           |             |        |
|                | Socialistes indépendants                        | 1 204        | 0,16         | 0           |             |        |
|                |                                                 |              |              |             |             |        |
| Inscrits       | Inscrits                                        | 996 985      | 100,00       | 945 671     | 100,00      | 16     |
| Abstentions    | Abstentions                                     | 211 894      | 21,25        | 187 761     | 19,85       |        |
| Votants        | Votants                                         | 785 091      | 78,75        | 757 910     | 80,15       |        |
| Blancs et nuls | Blancs et nuls                                  | 20 245       | 2,58         | 31 001      | 4,09        |        |
| Exprimés       | Exprimés                                        | 764 846      | 97,42        | 726 909     | 95,91       |        |

## Limousin
| Parti          | Parti                                           | Premier tour | Premier tour | Second tour | Second tour | Sièges |
| Parti          | Parti                                           | Voix         | %            | Voix        | %           | Sièges |
| -------------- | ----------------------------------------------- | ------------ | ------------ | ----------- | ----------- | ------ |
|                | Union des démocrates pour la Ve République      | 127 671      | 32,71        | 138 937     | 35,65       | 1      |
|                | Divers droite (gaulliste)                       | 2 160        | 0,55         |             |             | 0      |
|                | Union des républicains de progrès               | 129 831      | 33,27        | 138 937     | 35,65       | 1      |
|                |                                                 |              |              |             |             |        |
|                | Section française de l'Internationale ouvrière  | 89 883       | 23,03        | 136 606     | 35,06       | 4      |
|                | Convention des institutions républicaines       | 23 872       | 6,12         | 27 396      | 7,03        | 1      |
|                | Parti socialiste unifié                         | 8 933        | 2,29         | Retrait     | Retrait     | 0      |
|                | Fédération de la gauche démocrate et socialiste | 122 688      | 31,44        | 164 002     | 42,09       | 5      |
|                |                                                 |              |              |             |             |        |
|                | Parti communiste français                       | 122 319      | 31,34        | 66 631      | 17,10       | 1      |
|                | Parti radical                                   | 9 341        | 2,39         | 20 118      | 5,16        | 1      |
|                | Progrès et démocratie moderne                   | 4 876        | 1,25         |             |             | 0      |
|                | Parti socialiste unifié                         | 1 203        | 0,31         | 0           |             |        |
|                |                                                 |              |              |             |             |        |
| Inscrits       | Inscrits                                        | 496 017      | 100,00       | 497 954     | 100,00      | 8      |
| Abstentions    | Abstentions                                     | 97 371       | 19,63        | 97 102      | 19,5        |        |
| Votants        | Votants                                         | 398 646      | 80,37        | 400 852     | 80,5        |        |
| Blancs et nuls | Blancs et nuls                                  | 8 388        | 2,1          | 11 164      | 2,79        |        |
| Exprimés       | Exprimés                                        | 390 258      | 97,9         | 389 688     | 97,21       |        |

## Lorraine
| Parti          | Parti                                           | Premier tour | Premier tour | Second tour | Second tour | Sièges |
| Parti          | Parti                                           | Voix         | %            | Voix        | %           | Sièges |
| -------------- | ----------------------------------------------- | ------------ | ------------ | ----------- | ----------- | ------ |
|                | Union des démocrates pour la Ve République      | 249 467      | 25,79        | 198 798     | 31,36       | 9      |
|                | Républicains indépendants                       | 199 430      | 20,61        | 117 042     | 18,47       | 8      |
|                | Modérés                                         | 39 263       | 4,96         | 39 397      | 6,22        | 1      |
|                | Divers droite (gaulliste)                       | 16 477       | 1,70         | Retrait     | Retrait     | 0      |
|                | Union des républicains de progrès               | 504 637      | 52,16        | 355 237     | 56,04       | 18     |
|                |                                                 |              |              |             |             |        |
|                | Section française de l'Internationale ouvrière  | 51 756       | 5,35         | 61 369      | 9,68        | 0      |
|                | Convention des institutions républicaines       | 19 931       | 2,06         | Retrait     | Retrait     | 0      |
|                | Parti radical                                   | 13 358       | 1,38         |             |             | 0      |
|                | Fédération de la gauche démocrate et socialiste | 13 286       | 1,37         | 0           |             |        |
|                | Fédération de la gauche démocrate et socialiste | 98 331       | 10,16        | 61 369      | 9,68        | 0      |
|                |                                                 |              |              |             |             |        |
|                | Parti communiste français                       | 183 815      | 19,00        | 150 314     | 23,71       | 2      |
|                | Progrès et démocratie moderne                   | 136 335      | 14,09        | 47 081      | 7,43        | 1      |
|                | Parti socialiste unifié                         | 38 931       | 4,02         | 19 845      | 3,13        | 0      |
|                | Extrême droite                                  | 4 586        | 0,47         |             |             | 0      |
|                | Parti radical                                   | 830          | 0,09         | 0           |             |        |
|                |                                                 |              |              |             |             |        |
| Inscrits       | Inscrits                                        | 1 188 948    | 100,00       | 819 518     | 100,00      | 21     |
| Abstentions    | Abstentions                                     | 192 502      | 16,19        | 161 745     | 19,74       |        |
| Votants        | Votants                                         | 996 446      | 83,81        | 657 773     | 80,26       |        |
| Blancs et nuls | Blancs et nuls                                  | 28 981       | 2,91         | 23 927      | 3,64        |        |
| Exprimés       | Exprimés                                        | 967 465      | 97,09        | 633 846     | 96,36       |        |

## Midi-Pyrénées
| Parti          | Parti                                           | Premier tour | Premier tour | Second tour | Second tour | Sièges |
| Parti          | Parti                                           | Voix         | %            | Voix        | %           | Sièges |
| -------------- | ----------------------------------------------- | ------------ | ------------ | ----------- | ----------- | ------ |
|                | Union des démocrates pour la Ve République      | 267 301      | 25,11        | 300 607     | 29,67       | 3      |
|                | Républicains indépendants                       | 58 858       | 5,53         | 18 514      | 1,83        | 1      |
|                | Divers droite (gaulliste)                       | 3 806        | 0,36         |             |             | 0      |
|                | Modérés                                         | 1 846        | 0,17         | 0           |             |        |
|                | Union des républicains de progrès               | 331 811      | 31,17        | 319 121     | 31,50       | 4      |
|                |                                                 |              |              |             |             |        |
|                | Section française de l'Internationale ouvrière  | 190 390      | 17,89        | 321 717     | 31,75       | 10     |
|                | Parti radical                                   | 112 181      | 10,54        | 160 700     | 15,86       | 5      |
|                | Convention des institutions républicaines       | 17 414       | 1,64         | 25 710      | 2,54        | 1      |
|                | Fédération de la gauche démocrate et socialiste | 6 593        | 0,62         |             |             | 0      |
|                | Fédération de la gauche démocrate et socialiste | 326 578      | 30,68        | 508 127     | 50,15       | 16     |
|                |                                                 |              |              |             |             |        |
|                | Parti communiste français                       | 174 577      | 16,40        | 18 095      | 1,79        | 0      |
|                | Progrès et démocratie moderne                   | 162 765      | 15,29        | 118 357     | 11,68       | 2      |
|                | Parti socialiste unifié                         | 19 029       | 1,79         |             |             | 0      |
|                | Parti radical                                   | 15 528       | 1,46         | 26 388      | 2,60        | 0      |
|                | Section française de l'Internationale ouvrière  | 14 021       | 1,32         | 19 610      | 1,94        | 0      |
|                | Extrême droite                                  | 9 098        | 0,85         |             |             | 0      |
|                | Socialistes indépendants                        | 8 614        | 0,81         | 3 541       | 0,35        | 0      |
|                | Centre national des indépendants et paysans     | 2 352        | 0,22         |             |             | 0      |
|                |                                                 |              |              |             |             |        |
| Inscrits       | Inscrits                                        | 1 347 960    | 100,00       | 1 287 126   | 100,00      | 22     |
| Abstentions    | Abstentions                                     | 256 694      | 19,04        | 238 234     | 18,51       |        |
| Votants        | Votants                                         | 1 091 266    | 80,96        | 1 048 892   | 81,49       |        |
| Blancs et nuls | Blancs et nuls                                  | 26 893       | 2,46         | 35 653      | 3,4         |        |
| Exprimés       | Exprimés                                        | 1 064 373    | 97,54        | 1 013 239   | 96,6        |        |

## Nord-Pas-de-Calais
| Parti          | Parti                                           | Premier tour | Premier tour | Second tour | Second tour | Sièges |
| Parti          | Parti                                           | Voix         | %            | Voix        | %           | Sièges |
| -------------- | ----------------------------------------------- | ------------ | ------------ | ----------- | ----------- | ------ |
|                | Union des démocrates pour la Ve République      | 589 880      | 33,42        | 667 319     | 41,38       | 10     |
|                | Républicains indépendants                       | 30 681       | 1,74         | 34 214      | 2,12        | 0      |
|                | Modérés                                         | 17 040       | 0,97         | Retrait     | Retrait     | 0      |
|                | Divers droite (gaulliste)                       | 10 282       | 0,58         |             |             | 0      |
|                | Union des républicains de progrès               | 647 883      | 36,71        | 701 533     | 43,50       | 10     |
|                |                                                 |              |              |             |             |        |
|                | Section française de l'Internationale ouvrière  | 475 903      | 26,96        | 564 622     | 35,01       | 16     |
|                | Convention des institutions républicaines       | 9 512        | 0,54         |             |             | 0      |
|                | Parti radical                                   | 8 451        | 0,48         | 21 037      | 1,30        | 0      |
|                | Fédération de la gauche démocrate et socialiste | 493 866      | 27,98        | 585 659     | 36,31       | 16     |
|                |                                                 |              |              |             |             |        |
|                | Parti communiste français                       | 469 597      | 26,61        | 325 609     | 20,19       | 11     |
|                | Progrès et démocratie moderne                   | 131 545      | 7,45         | Retrait     | Retrait     | 0      |
|                | Socialistes indépendants                        | 10 197       | 0,58         | Retrait     | Retrait     | 0      |
|                | Parti radical                                   | 5 699        | 0,32         | Retrait     | Retrait     | 0      |
|                | Parti socialiste unifié                         | 4 987        | 0,28         |             |             | 0      |
|                | Extrême droite                                  | 1 129        | 0,06         | 0           |             |        |
|                |                                                 |              |              |             |             |        |
| Inscrits       | Inscrits                                        | 2 074 890    | 100,00       | 1 935 981   | 100,00      | 37     |
| Abstentions    | Abstentions                                     | 274 624      | 13,24        | 269 880     | 13,94       |        |
| Votants        | Votants                                         | 1 800 266    | 86,76        | 1 666 101   | 86,06       |        |
| Blancs et nuls | Blancs et nuls                                  | 35 363       | 1,96         | 53 300      | 3,2         |        |
| Exprimés       | Exprimés                                        | 1 764 903    | 98,04        | 1 612 801   | 96,8        |        |

## Basse-Normandie
| Parti          | Parti                                           | Premier tour | Premier tour | Second tour | Second tour | Sièges |
| Parti          | Parti                                           | Voix         | %            | Voix        | %           | Sièges |
| -------------- | ----------------------------------------------- | ------------ | ------------ | ----------- | ----------- | ------ |
|                | Union des démocrates pour la Ve République      | 277 618      | 48,82        | 94 521      | 42,31       | 10     |
|                | Républicains indépendants                       | 44 218       | 7,72         | 21 262      | 9,52        | 1      |
|                | Divers droite (gaulliste)                       | 8 606        | 1,50         | Retrait     | Retrait     | 0      |
|                | Modérés                                         | 4 637        | 0,81         |             |             | 0      |
|                | Union des républicains de progrès               | 335 079      | 58,52        | 115 783     | 51,82       | 11     |
|                |                                                 |              |              |             |             |        |
|                | Section française de l'Internationale ouvrière  | 37 117       | 6,48         |             |             | 0      |
|                | Convention des institutions républicaines       | 14 338       | 2,50         | 0           |             |        |
|                | Parti radical                                   | 3 693        | 0,64         | 0           |             |        |
|                | Fédération de la gauche démocrate et socialiste | 55 148       | 9,63         |             |             | 0      |
|                |                                                 |              |              |             |             |        |
|                | Progrès et démocratie moderne                   | 103 661      | 18,10        | 89 971      | 40,27       | 2      |
|                | Parti communiste français                       | 57 550       | 10,05        | 17 666      | 7,91        | 0      |
|                | Parti socialiste unifié                         | 16 829       | 2,94         |             |             | 0      |
|                | Extrême gauche                                  | 4 340        | 0,76         | 0           |             |        |
|                |                                                 |              |              |             |             |        |
| Inscrits       | Inscrits                                        | 719 630      | 100,00       | 299 236     | 100,00      | 13     |
| Abstentions    | Abstentions                                     | 134 916      | 18,75        | 70 400      | 23,53       |        |
| Votants        | Votants                                         | 584 714      | 81,25        | 228 836     | 76,47       |        |
| Blancs et nuls | Blancs et nuls                                  | 12 107       | 2,07         | 5 416       | 2,37        |        |
| Exprimés       | Exprimés                                        | 572 607      | 97,93        | 223 420     | 97,63       |        |

## Haute-Normandie
| Parti          | Parti                                           | Premier tour | Premier tour | Second tour | Second tour | Sièges |
| Parti          | Parti                                           | Voix         | %            | Voix        | %           | Sièges |
| -------------- | ----------------------------------------------- | ------------ | ------------ | ----------- | ----------- | ------ |
|                | Union des démocrates pour la Ve République      | 191 703      | 28,48        | 185 978     | 36,58       | 6      |
|                | Républicains indépendants                       | 67 398       | 10,01        | 47 183      | 9,28        | 3      |
|                | Modérés                                         | 10 444       | 1,55         |             |             | 0      |
|                | Divers droite (gaulliste)                       | 5 932        | 0,88         | Retrait     | Retrait     | 0      |
|                | Union des républicains de progrès               | 275 477      | 40,92        | 233 161     | 45,86       | 9      |
|                |                                                 |              |              |             |             |        |
|                | Section française de l'Internationale ouvrière  | 60 761       | 9,03         | 75 001      | 14,75       | 1      |
|                | Parti radical                                   | 38 801       | 5,76         | 16 680      | 3,28        | 0      |
|                | Convention des institutions républicaines       | 18 613       | 2,76         | 17 701      | 3,48        | 0      |
|                | Fédération de la gauche démocrate et socialiste | 118 175      | 17,55        | 109 382     | 21,51       | 1      |
|                |                                                 |              |              |             |             |        |
|                | Parti communiste français                       | 176 996      | 26,29        | 142 577     | 28,04       | 3      |
|                | Progrès et démocratie moderne                   | 71 871       | 10,68        | 23 312      | 4,59        | 1      |
|                | Parti socialiste unifié                         | 29 298       | 4,35         |             |             | 0      |
|                | Extrême droite                                  | 1 404        | 0,21         | 0           |             |        |
|                |                                                 |              |              |             |             |        |
| Inscrits       | Inscrits                                        | 835 167      | 100,00       | 665 271     | 100,00      | 14     |
| Abstentions    | Abstentions                                     | 145 010      | 17,36        | 134 210     | 20,17       |        |
| Votants        | Votants                                         | 690 157      | 82,64        | 531 061     | 79,83       |        |
| Blancs et nuls | Blancs et nuls                                  | 16 936       | 2,45         | 22 629      | 4,26        |        |
| Exprimés       | Exprimés                                        | 673 221      | 97,55        | 508 432     | 95,74       |        |

## Pays de la Loire
| Parti          | Parti                                           | Premier tour | Premier tour | Second tour | Second tour | Sièges |
| Parti          | Parti                                           | Voix         | %            | Voix        | %           | Sièges |
| -------------- | ----------------------------------------------- | ------------ | ------------ | ----------- | ----------- | ------ |
|                | Union des démocrates pour la Ve République      | 458 643      | 38,20        | 268 602     | 38,68       | 17     |
|                | Républicains indépendants                       | 84 803       | 7,06         | 54 263      | 7,82        | 4      |
|                | Modérés                                         | 34 121       | 2,84         | 20 146      | 2,90        | 0      |
|                | Divers droite (gaulliste)                       | 14 914       | 1,24         |             |             | 0      |
|                | Union des républicains de progrès               | 592 481      | 49,34        | 343 011     | 49,40       | 21     |
|                |                                                 |              |              |             |             |        |
|                | Section française de l'Internationale ouvrière  | 92 303       | 7,69         | 127 374     | 18,34       | 2      |
|                | Convention des institutions républicaines       | 46 546       | 3,88         | 30 941      | 4,46        | 1      |
|                | Fédération de la gauche démocrate et socialiste | 13 013       | 1,08         |             |             | 0      |
|                | Parti radical                                   | 11 665       | 0,97         | 0           |             |        |
|                | Fédération de la gauche démocrate et socialiste | 163 527      | 13,62        | 120 965     | 24,78       | 3      |
|                |                                                 |              |              |             |             |        |
|                | Progrès et démocratie moderne                   | 246 886      | 20,56        | 140 340     | 20,21       | 1      |
|                | Parti communiste français                       | 168 501      | 14,03        | 52 669      | 7,59        | 1      |
|                | Parti socialiste unifié                         | 9 345        | 0,78         |             |             | 0      |
|                | Socialistes indépendants                        | 7 670        | 0,64         | Retrait     | Retrait     | 0      |
|                | Centre national des indépendants et paysans     | 7 606        | 0,63         |             |             | 0      |
|                | Extrême droite                                  | 4 770        | 0,40         | 0           |             |        |
|                |                                                 |              |              |             |             |        |
| Inscrits       | Inscrits                                        | 1 483 124    | 100,00       | 901 674     | 100,00      | 26     |
| Abstentions    | Abstentions                                     | 249 324      | 16,81        | 184 934     | 20,51       |        |
| Votants        | Votants                                         | 1 233 800    | 83,19        | 716 740     | 79,49       |        |
| Blancs et nuls | Blancs et nuls                                  | 33 014       | 2,68         | 22 405      | 3,13        |        |
| Exprimés       | Exprimés                                        | 1 200 786    | 97,32        | 694 335     | 96,87       |        |

## Picardie
| Parti          | Parti                                           | Premier tour | Premier tour | Second tour | Second tour | Sièges |
| Parti          | Parti                                           | Voix         | %            | Voix        | %           | Sièges |
| -------------- | ----------------------------------------------- | ------------ | ------------ | ----------- | ----------- | ------ |
|                | Union des démocrates pour la Ve République      | 264 379      | 36,27        | 254 280     | 40,03       | 9      |
|                | Républicains indépendants                       | 19 128       | 2,62         | 22 867      | 3,60        | 0      |
|                | Modérés                                         | 2 122        | 0,29         |             |             | 0      |
|                | Union des républicains de progrès               | 285 629      | 39,19        | 277 147     | 43,63       | 9      |
|                |                                                 |              |              |             |             |        |
|                | Section française de l'Internationale ouvrière  | 85 391       | 11,71        | 50 348      | 7,93        | 2      |
|                | Parti radical                                   | 32 423       | 4,45         | 21 323      | 3,36        | 1      |
|                | Convention des institutions républicaines       | 19 287       | 2,65         | Retrait     | Retrait     | 0      |
|                | Fédération de la gauche démocrate et socialiste | 137 101      | 18,81        | 71 671      | 11,28       | 3      |
|                |                                                 |              |              |             |             |        |
|                | Parti communiste français                       | 200 281      | 27,48        | 233 317     | 36,73       | 2      |
|                | Progrès et démocratie moderne                   | 87 320       | 11,98        | 53 136      | 8,36        | 1      |
|                | Parti socialiste unifié                         | 12 201       | 1,67         |             |             | 0      |
|                | Parti radical                                   | 4 051        | 0,56         | 0           |             |        |
|                | Socialistes indépendants                        | 2 330        | 0,32         | 0           |             |        |
|                |                                                 |              |              |             |             |        |
| Inscrits       | Inscrits                                        | 873 028      | 100,00       | 773 309     | 100,00      | 15     |
| Abstentions    | Abstentions                                     | 125 811      | 14,41        | 116 919     | 15,12       |        |
| Votants        | Votants                                         | 747 217      | 85,59        | 656 390     | 84,88       |        |
| Blancs et nuls | Blancs et nuls                                  | 18 304       | 2,45         | 21 119      | 3,22        |        |
| Exprimés       | Exprimés                                        | 728 913      | 97,55        | 635 271     | 96,78       |        |

## Poitou-Charentes
| Parti          | Parti                                           | Premier tour | Premier tour | Second tour | Second tour | Sièges |
| Parti          | Parti                                           | Voix         | %            | Voix        | %           | Sièges |
| -------------- | ----------------------------------------------- | ------------ | ------------ | ----------- | ----------- | ------ |
|                | Union des démocrates pour la Ve République      | 246 931      | 35,84        | 200 909     | 34,55       | 8      |
|                | Républicains indépendants                       | 64 289       | 9,33         | 20 125      | 3,46        | 0      |
|                | Union des républicains de progrès               | 311 220      | 45,17        | 221 034     | 38,01       | 8      |
|                |                                                 |              |              |             |             |        |
|                | Parti radical                                   | 57 212       | 8,30         | 95 901      | 16,49       | 2      |
|                | Section française de l'Internationale ouvrière  | 46 618       | 6,77         | 68 875      | 11,84       | 0      |
|                | Convention des institutions républicaines       | 16 368       | 2,38         | 24 738      | 4,25        | 0      |
|                | Fédération de la gauche démocrate et socialiste | 7 506        | 1,09         | 12 501      | 2,15        | 0      |
|                | Fédération de la gauche démocrate et socialiste | 127 704      | 18,54        | 202 015     | 34,74       | 2      |
|                |                                                 |              |              |             |             |        |
|                | Parti communiste français                       | 134 864      | 19,57        | 38 349      | 6,59        | 0      |
|                | Progrès et démocratie moderne                   | 104 126      | 15,11        | 98 039      | 16,86       | 4      |
|                | Parti socialiste unifié                         | 11 057       | 1,60         | 22 084      | 3,80        | 0      |
|                |                                                 |              |              |             |             |        |
| Inscrits       | Inscrits                                        | 900 709      | 100,00       | 779 270     | 100,00      | 14     |
| Abstentions    | Abstentions                                     | 191 740      | 21,29        | 178 632     | 22,92       |        |
| Votants        | Votants                                         | 708 969      | 78,71        | 600 638     | 77,08       |        |
| Blancs et nuls | Blancs et nuls                                  | 19 998       | 2,82         | 19 117      | 3,18        |        |
| Exprimés       | Exprimés                                        | 688 971      | 97,18        | 581 521     | 96,82       |        |

## Provence-Alpes-Côte d'Azur
| Parti          | Parti                                           | Premier tour | Premier tour | Second tour | Second tour | Sièges |
| Parti          | Parti                                           | Voix         | %            | Voix        | %           | Sièges |
| -------------- | ----------------------------------------------- | ------------ | ------------ | ----------- | ----------- | ------ |
|                | Union des démocrates pour la Ve République      | 376 161      | 27,46        | 485 991     | 37,11       | 2      |
|                | Républicains indépendants                       | 26 624       | 1,94         | 33 931      | 2,59        | 1      |
|                | Modérés                                         | 23 318       | 1,70         | Retrait     | Retrait     | 0      |
|                | Divers droite (gaulliste)                       | 13 099       | 0,96         |             |             | 0      |
|                | Union des républicains de progrès               | 439 202      | 32,07        | 519 922     | 39,70       | 3      |
|                |                                                 |              |              |             |             |        |
|                | Section française de l'Internationale ouvrière  | 248 935      | 18,17        | 321 073     | 24,52       | 10     |
|                | Convention des institutions républicaines       | 29 799       | 2,18         | 46 994      | 3,59        | 2      |
|                | Parti radical                                   | 24 601       | 1,80         | 28 860      | 2,20        | 2      |
|                | Fédération de la gauche démocrate et socialiste | 303 335      | 22,15        | 396 927     | 30,31       | 14     |
|                |                                                 |              |              |             |             |        |
|                | Parti communiste français                       | 378 355      | 27,62        | 291 302     | 22,24       | 8      |
|                | Progrès et démocratie moderne                   | 182 247      | 13,31        | 83 150      | 6,35        | 3      |
|                | Extrême droite                                  | 30 300       | 2,21         | 13 865      | 1,06        | 0      |
|                | Parti radical                                   | 19 771       | 1,44         | 4 394       | 0,34        | 0      |
|                | Extrême gauche                                  | 12 551       | 0,92         |             |             | 0      |
|                | Parti socialiste unifié                         | 3 090        | 0,23         | 0           |             |        |
|                | Divers                                          | 861          | 0,06         | 0           |             |        |
|                |                                                 |              |              |             |             |        |
| Inscrits       | Inscrits                                        | 1 814 353    | 100,00       | 1 753 775   | 100,00      | 28     |
| Abstentions    | Abstentions                                     | 410 310      | 22,61        | 393 441     | 22,43       |        |
| Votants        | Votants                                         | 1 404 043    | 77,39        | 1 360 334   | 77,57       |        |
| Blancs et nuls | Blancs et nuls                                  | 34 331       | 2,45         | 50 774      | 3,73        |        |
| Exprimés       | Exprimés                                        | 1 369 712    | 97,55        | 1 309 560   | 96,27       |        |

## Rhône-Alpes
| Parti          | Parti                                           | Premier tour | Premier tour | Second tour | Second tour | Sièges |
| Parti          | Parti                                           | Voix         | %            | Voix        | %           | Sièges |
| -------------- | ----------------------------------------------- | ------------ | ------------ | ----------- | ----------- | ------ |
|                | Union des démocrates pour la Ve République      | 403 335      | 21,99        | 416 273     | 25,09       | 13     |
|                | Républicains indépendants                       | 237 254      | 12,93        | 187 326     | 11,29       | 7      |
|                | Modérés                                         | 39 776       | 2,17         | 9 490       | 0,57        | 0      |
|                | Divers droite (gaulliste)                       | 7 952        | 0,43         |             |             | 0      |
|                | Union des républicains de progrès               | 688 317      | 37,52        | 613 089     | 36,95       | 20     |
|                |                                                 |              |              |             |             |        |
|                | Parti radical                                   | 109 774      | 5,98         | 102 521     | 6,18        | 1      |
|                | Section française de l'Internationale ouvrière  | 108 427      | 5,91         | 139 036     | 8,38        | 2      |
|                | Convention des institutions républicaines       | 74 651       | 4,07         | 127 909     | 7,71        | 3      |
|                | Fédération de la gauche démocrate et socialiste | 11 921       | 0,65         | 16 822      | 1,01        | 0      |
|                | Fédération de la gauche démocrate et socialiste | 304 773      | 16,61        | 386 288     | 23,28       | 6      |
|                |                                                 |              |              |             |             |        |
|                | Parti communiste français                       | 385 311      | 21,00        | 325 988     | 19,65       | 3      |
|                | Progrès et démocratie moderne                   | 344 676      | 18,79        | 299 798     | 18,07       | 9      |
|                | Parti socialiste unifié                         | 96 263       | 5,25         | 34 157      | 2,06        | 1      |
|                | Extrême droite                                  | 10 295       | 0,56         |             |             | 0      |
|                | Divers                                          | 2 376        | 0,13         | 0           |             |        |
|                | Socialistes indépendants                        | 1 382        | 0,08         | 0           |             |        |
|                | Centre républicain                              | 1 000        | 0,05         | 0           |             |        |
|                |                                                 |              |              |             |             |        |
| Inscrits       | Inscrits                                        | 2 419 872    | 100,00       | 2 189 625   | 100,00      | 39     |
| Abstentions    | Abstentions                                     | 539 695      | 22,3         | 487 598     | 22,27       |        |
| Votants        | Votants                                         | 1 880 177    | 77,7         | 1 702 027   | 77,73       |        |
| Blancs et nuls | Blancs et nuls                                  | 45 784       | 2,44         | 42 707      | 2,51        |        |
| Exprimés       | Exprimés                                        | 1 834 393    | 97,56        | 1 659 320   | 97,49       |        |

## Guadeloupe
| Parti          | Parti                             | Premier tour | Premier tour | Second tour | Second tour | Sièges |
| Parti          | Parti                             | Voix         | %            | Voix        | %           | Sièges |
| -------------- | --------------------------------- | ------------ | ------------ | ----------- | ----------- | ------ |
|                | Divers droite                     | 5 005        | 8,85         | 13 633      | 18,47       | 1      |
|                | Républicains indépendants         | 4 179        | 7,39         |             |             | 0      |
|                | Union des républicains de progrès | 9 184        | 16,23        | 13 633      | 18,47       | 1      |
|                |                                   |              |              |             |             |        |
|                | Parti communiste français         | 21 387       | 37,80        | 34 484      | 46,72       | 1      |
|                | Divers gauche                     | 19 213       | 33,95        | 25 687      | 34,80       | 1      |
|                | Divers                            | 6 801        | 12,02        |             |             | 0      |
|                |                                   |              |              |             |             |        |
| Inscrits       | Inscrits                          | 127 578      | 100,00       | 127 561     | 100,00      | 3      |
| Abstentions    | Abstentions                       | 68 116       | 53,39        | 51 565      | 40,42       |        |
| Votants        | Votants                           | 59 462       | 46,61        | 75 996      | 59,58       |        |
| Blancs et nuls | Blancs et nuls                    | 2 877        | 4,84         | 2 192       | 2,88        |        |
| Exprimés       | Exprimés                          | 56 585       | 95,16        | 73 804      | 97,12       |        |

## Guyane
| | Hector Rivierez élu   | UD-Ve          | 5 690  | 53,35  |  |  |  |
| | Léopold Héder sortant | PSG            | 4 790  | 44,91  |  |  |  |
| | Constant Chlore       | Divers         | 185    | 1,73   |  |  |  |
| |                       |                |        |        |  |  |  |
| Inscrits | Inscrits              | Inscrits       | 15 558 | 100,00 |  |  |  |
| Abstentions | Abstentions           | Abstentions    | 4 678  | 30,07  |  |  |  |
| Votants | Votants               | Votants        | 10 880 | 69,93  |  |  |  |
| Blancs et nuls | Blancs et nuls        | Blancs et nuls | 215    | 1,98   |  |  |  |
| Exprimés | Exprimés              | Exprimés       | 10 665 | 98,02  |  |  |  |
| Source : France, Ministère de l'intérieur. Les Elections législatives . Métropole., la Documentation française, 1974 (lire en ligne) |                       |                |        |        |  |  |  |

## Martinique
| Parti          | Parti                                           | Premier tour | Premier tour | Second tour | Second tour | Sièges |
| Parti          | Parti                                           | Voix         | %            | Voix        | %           | Sièges |
| -------------- | ----------------------------------------------- | ------------ | ------------ | ----------- | ----------- | ------ |
|                | Union des démocrates pour la Ve République      | 23 176       | 27,44        |             |             | 1      |
|                | Républicains indépendants                       | 10 373       | 12,28        | 14 111      | 52,51       | 0      |
|                | Divers droite                                   | 4 480        | 5,30         |             |             | 0      |
|                | Union des républicains de progrès               | 38 029       | 45,02        | 14 111      | 52,51       | 2      |
|                |                                                 |              |              |             |             |        |
|                | Fédération socialiste de la Martinique          | 7 900        | 9,35         |             |             | 0      |
|                | Fédération de la gauche démocrate et socialiste | 7 900        | 9,35         |             |             | 0      |
|                |                                                 |              |              |             |             |        |
|                | Parti progressiste martiniquais                 | 17 120       | 20,27        |             |             | 1      |
|                | Parti communiste martiniquais                   | 13 802       | 16,34        | 12 763      | 47,49       | 0      |
|                | Divers gauche                                   | 7 353        | 8,70         |             |             | 0      |
|                | Divers                                          | 267          | 0,32         | 0           |             |        |
|                |                                                 |              |              |             |             |        |
| Inscrits       | Inscrits                                        | 144 234      | 100,00       | 47 106      | 100,00      | 3      |
| Abstentions    | Abstentions                                     | 55 603       | 38,55        | 19 122      | 40,59       |        |
| Votants        | Votants                                         | 88 631       | 61,45        | 27 984      | 59,41       |        |
| Blancs et nuls | Blancs et nuls                                  | 4 160        | 4,69         | 1 110       | 3,97        |        |
| Exprimés       | Exprimés                                        | 84 471       | 95,31        | 26 874      | 96,03       |        |

## La Réunion
| Parti          | Parti                                           | Premier tour | Premier tour | Second tour | Second tour | Sièges |
| Parti          | Parti                                           | Voix         | %            | Voix        | %           | Sièges |
| -------------- | ----------------------------------------------- | ------------ | ------------ | ----------- | ----------- | ------ |
|                | Union des démocrates pour la Ve République      | 38 216       | 32,43        |             |             | 1      |
|                | Divers droite                                   | 15 319       | 13,00        | 23 625      | 54,84       | 1      |
|                | Union des républicains de progrès               | 53 535       | 45,42        | 23 625      | 54,84       | 2      |
|                |                                                 |              |              |             |             |        |
|                | Divers gauche                                   | 2 154        | 1,83         |             |             | 0      |
|                | Fédération de la gauche démocrate et socialiste | 2 154        | 1,83         |             |             | 0      |
|                |                                                 |              |              |             |             |        |
|                | Parti communiste réunionnais                    | 35 415       | 30,05        | 19 445      | 45,14       | 0      |
|                | Progrès et démocratie moderne                   | 22 768       | 19,32        |             |             | 1      |
|                | Divers                                          | 3 982        | 3,38         | 0           |             |        |
|                |                                                 |              |              |             |             |        |
| Inscrits       | Inscrits                                        | 169 588      | 100,00       | 60 592      | 100,00      | 3      |
| Abstentions    | Abstentions                                     | 50 146       | 29,57        | 16 978      | 28,02       |        |
| Votants        | Votants                                         | 119 442      | 70,43        | 43 614      | 71,98       |        |
| Blancs et nuls | Blancs et nuls                                  | 1 588        | 1,33         | 534         | 1,22        |        |
| Exprimés       | Exprimés                                        | 117 854      | 98,67        | 43 080      | 98,78       |        |

## Comores
| |                                                             |        |        |  |  |
| Liste des candidats Ve République | 1.Said Ibrahim bin Said Ali (UD-Ve) 2.Ahmed Mohamed (UD-Ve) | 93 237 | 100,00 |  |  |
| |                                                             |        |        |  |  |
| Inscrits | 110 346                                                     | 100,00 | 2      |  |  |
| Abstentions | 16 931                                                      | 15,34  |        |  |  |
| Votants | 93 415                                                      | 84,66  |        |  |  |
| Blancs et nuls | 178                                                         | 0,19   |        |  |  |
| Exprimés | 93 237                                                      | 99,81  |        |  |  |
| Source : France, Ministère de l'intérieur. Les Elections législatives . Métropole., la Documentation française, 1967 (lire en ligne) |                                                             |        |        |  |  |

## Côte française des Somalis
| | Abdoulkader Moussa Ali élu | UD-Ve          | 22 776 | 66,26  |  |  |  |
| | Abaneh Idriss Farah        | Sans étiquette | 11 052 | 32,15  |  |  |  |
| | Antoine Abdoul Latif       | Sans étiquette | 277    | 0,81   |  |  |  |
| | Ali Idriss Issa            | Sans étiquette | 271    | 0,79   |  |  |  |
| | Abdi Ahmed Ibrahim         | Sans étiquette | 0      | 0      |  |  |  |
| | Ali Bogori Boemh           | Sans étiquette | 0      | 0      |  |  |  |
| |                            |                |        |        |  |  |  |
| Inscrits | Inscrits                   | Inscrits       | 39 989 | 100,00 |  |  |  |
| Abstentions | Abstentions                | Abstentions    | 5 393  | 13,49  |  |  |  |
| Votants | Votants                    | Votants        | 34 596 | 86,51  |  |  |  |
| Blancs et nuls | Blancs et nuls             | Blancs et nuls | 220    | 0,64   |  |  |  |
| Exprimés | Exprimés                   | Exprimés       | 34 376 | 99,36  |  |  |  |
| Source : France, Ministère de l'intérieur. Les Elections législatives . Métropole., la Documentation française, 1967 (lire en ligne) |                            |                |        |        |  |  |  |

## Nouvelle-Calédonie et dépendances
|                                                       | Rock Pidjot sortant réélu | UC-PDM         | 14 582 | 57,27  |  |  |  |
|                                                       | Georges Chatenay          | UD-Ve          | 8 558  | 33,61  |  |  |  |
|                                                       | Edmond Caillard           | Divers         | 2 320  | 9,11   |  |  |  |
|                                                       |                           |                |        |        |  |  |  |
| Inscrits                                              | Inscrits                  | Inscrits       | 39 767 | 100,00 |  |  |  |
| Abstentions                                           | Abstentions               | Abstentions    | 13 834 | 34,79  |  |  |  |
| Votants                                               | Votants                   | Votants        | 25 933 | 65,21  |  |  |  |
| Blancs et nuls                                        | Blancs et nuls            | Blancs et nuls | 473    | 1,82   |  |  |  |
| Exprimés                                              | Exprimés                  | Exprimés       | 25 460 | 98,18  |  |  |  |
| Source : Cahiers du communisme, vol. 49, 1968, 302 p. |                           |                |        |        |  |  |  |

## Polynésie française
| Parti          | Parti          | Premier tour | Premier tour | Second tour | Second tour | Siège |
| Parti          | Parti          | Voix         | %            | Voix        | %           | Siège |
| -------------- | -------------- | ------------ | ------------ | ----------- | ----------- | ----- |
|                | Divers droite  | 15 042       | 58,22        | 26 922      | 98,78       | 1     |
|                | Divers         | 10 795       | 44,81        | 332         | 1,22        | 0     |
|                |                |              |              |             |             |       |
| Inscrits       | Inscrits       | 36 928       | 100,00       | 37 056      | 100,00      | 1     |
| Abstentions    | Abstentions    | 10 268       | 27,81        | 9 431       | 25,45       |       |
| Votants        | Votants        | 26 660       | 72,19        | 27 625      | 74,55       |       |
| Blancs et nuls | Blancs et nuls | 823          | 3,09         | 371         | 1,34        |       |
| Exprimés       | Exprimés       | 25 837       | 96,91        | 27 254      | 98,66       |       |

## Saint-Pierre-et-Miquelon
| Candidat | Candidat                      | Parti          | Premier tour | Premier tour | Second tour | Second tour |  |
| Candidat | Candidat                      | Parti          | Voix         | %            | Voix        | %           |  |
| --- | ----------------------------- | -------------- | ------------ | ------------ | ----------- | ----------- |  |
| | Jacques-Philippe Vendroux élu | UD-Ve          | 1 170        | 49,53        | 1 328       | 100,00      |  |
| | Albert Pen                    | Divers         | 741          | 31,37        | Retrait     | Retrait     |  |
| | Henry Le Besnerais            | Divers         | 451          | 19,09        |             |             |  |
| |                               |                |              |              |             |             |  |
| Inscrits | Inscrits                      | Inscrits       | 3 183        | 100,00       | 3 185       | 100,00      |  |
| Abstentions | Abstentions                   | Abstentions    | 690          | 21,68        | 1 077       | 33,81       |  |
| Votants | Votants                       | Votants        | 2 493        | 78,32        | 2 108       | 66,19       |  |
| Blancs et nuls | Blancs et nuls                | Blancs et nuls | 131          | 5,25         | 780         | 37          |  |
| Exprimés | Exprimés                      | Exprimés       | 2 362        | 94,75        | 1 328       | 63          |  |
| Source : France, Ministère de l'intérieur. Les Elections législatives . Métropole., la Documentation française, 1967 (lire en ligne) |                               |                |              |              |             |             |  |

## Wallis-et-Futuna
| | Benjamin Brial élu  | app. UD-Ve     | 1 792 | 53,80  |  |  |  |
| | Hervé Loste sortant | RI             | 1 539 | 46,20  |  |  |  |
| |                     |                |       |        |  |  |  |
| Inscrits | Inscrits            | Inscrits       | 3 510 | 100,00 |  |  |  |
| Abstentions | Abstentions         | Abstentions    | 167   | 4,76   |  |  |  |
| Votants | Votants             | Votants        | 3 343 | 95,24  |  |  |  |
| Blancs et nuls | Blancs et nuls      | Blancs et nuls | 12    | 0,36   |  |  |  |
| Exprimés | Exprimés            | Exprimés       | 3 331 | 99,64  |  |  |  |
| Source : France, Ministère de l'intérieur. Les Elections législatives . Métropole., la Documentation française, 1967 (lire en ligne) |                     |                |       |        |  |  |  |